# Canoë-Kayak Club de Saint-Omer
Le Canoë-Kayak Club de Saint Omer (CKCSO) est une association sportive de canoë-kayak, basée à Saint-Omer (Pas-de-Calais), en France.

## Évènements
Le club organise la Coupe d'Europe des clubs en 2009.

## Personnalités

### Joueurs de kayak-polo
Équipe masculine Nationale 1 en 2011
- Maximilien Roux
- Romain Morel
- Thomas Berthelemy
- Dimitri Vandenabeele
- Stanislas Declerck
- Adrien Daubelcourt
- Alexandre Kerrinckx

Équipe masculine Nationale 2 en 2011
- François Evrard
- Romain Decrawer
- Baptiste Decrawer
- Julien Clay
- Thomas Ladam
- Alexis Pruvost
- Xavier Deltour

Équipe féminine Nationale 1 en 2011
- Gaëlle François
- Julie Lefrançois
- Audrey Westeel
- Justine Lefebvre
- Julie Sauvage
- Gwen Parada-Diaz
- Virginie Brackez
- Marion Haecker

Ancienne joueuse
- Valérie Adalbéron

## Résultats sportifs

### Kayak-polo Senior Hommes
Championnat de France
- Médaille de bronze 2005
- Médaille de bronze 2011

### Kayak-polo Senior Dames
Championnat de France
- Champion de France 2010
- Champion de France 2002
- Champion de France 2001
- Champion de France 2000
- Champion de France 1999
- Champion de France 1998
- Champion de France 1997
- Champion de France 1996
- Champion de France 1995
- Champion de France 1994
- Champion de France 1993
- Champion de France 1992

Coupe d'Europe des clubs
- Médaille d'argent Coupe d'Europe des Clubs 2007
- Médaille d'or Coupe d'Europe des Clubs 2003
- Médaille d'or Coupe d'Europe des Clubs 2002
- Médaille d'or Coupe d'Europe des Clubs 2001

Coupe de France
- Médaille d'or Coupe de France 2010
- Médaille de bronze Coupe de France 2007
- Médaille d'or Coupe de France 2003
- Médaille d'or Coupe de France 2001
- Médaille d'or Coupe de France 2000
- Médaille d'or Coupe de France 1999
- Médaille d'or Coupe de France 1998
- Médaille d'or Coupe de France 1997
- Médaille d'argent Coupe de France 1996
- Médaille d'or Coupe de France 1995
- Médaille d'or Coupe de France 1994
- Médaille d'or Coupe de France 1993
- Médaille d'or Coupe de France 1992
- Médaille d'or Coupe de France 1991
- Médaille d'or Coupe de France 1990
- Médaille d'or Coupe de France 1989